# مصطفي بك عامر
الدكتور مصطفى بك عامر ( 1896 ـ 1973 ) مؤسس المدرسة الجغرافية المصرية وأستاذ الجغرافيا التاريخية بقسم الجغرافيا، بكلية الآداب جامعة القاهرة وأول رئيس للقسم وكذلك أول رئيس لمصلحة الآثار المصرية خمسينيات القرن الماضي، بعد تمصير مصلحة الآثار المصرية بعد أن كانت إدارتها حكراً على الأجانب منذ عهد محمد علي باشا حتى قيام ثورة 23 يوليو 1952م

## المناصب
- رئيس مصلحة الاثار ( 1953 - 1956 )[1]
- رئيس الجمعية الجغرافية المصرية ( 1955 - 1956 )[2]